# 明智憲三郎
明智 憲三郎（あけち けんざぶろう、1947年 - ）は、日本の作家、歴史研究家、情報処理技術者である。
本能寺の変について家康黒幕説を主張することで知られるが、この説については複数の歴史学者からまったく成立する余地がないと批判されている。

## 略歴
先祖は明智光秀の側室の子於隺丸（おづるまる）で、於隺丸は山崎の戦い後､京都山城に匿われ、神官の子として育てられたと主張している。明治まで一族は明田（あけた）の姓を名乗っていて、1887年（明治10年）頃、曽祖父にあたる明智潔が系図などの証拠の品を添えて政府に明智姓への復姓を願い出て認められた。復姓の理由は「将来愚昧な子孫が明智光秀より連綿と続いた家系を認識せず、明田を本姓と誤ることがあれば祖先の霊に相済まない」。その系図も1923年（大正12年）の関東大震災の際に焼失し、同時に、伝わっていた明智家の武鑑、光秀直筆の「山あひの霧はさながら海にして波かと聞けば松風の音」と書かれた短冊、同じく光秀のものとされる能管も一緒に焼失している。
光秀生存説（天海＝光秀説/天海＝秀満説）を唱えた明智滝朗は祖父。
1970年、慶應義塾大学工学部計測工学科卒。1972年、慶應義塾大学大学院工学研究科計測工学専攻修修士課程修了。同年、三菱電機株式会社入社。2000年、三菱電機ビルテクノサービス株式会社情報システム部長。2003年、三菱電機情報ネットワーク株式会社技術統括部副統括部長。2006年-2012年、株式会社第一情報システムズ常務取締役。
2009年、会社勤めのかたわら『本能寺の変 四二七年目の真実』を出版。
2015年4月、BS日テレの「片岡愛之助の解明！歴史捜査」の初回（本能寺の変）に出演。同番組のコンセプトは著書『本能寺の変 427年目の真実』に着想を得たものである。

## 著書
- 明智憲三郎『本能寺の変四二七年目の真実』プレジデント社、2009年。ISBN 9784833419062。
- 明智憲三郎『本能寺の変431年目の真実』（文庫）文芸社、2013年。ISBN 9784286143828。
  - 明智憲三郎（原案）; 藤堂裕（漫画）『信長を殺した男〜本能寺の変 431年目の真実〜』秋田書店〈ヤングチャンピオンコミックス〉、2017年。ISBN 9784253141918。
- 明智憲三郎『織田信長四三三年目の真実 : 信長脳を歴史捜査せよ!』幻冬舎、2015年。ISBN 9784344027886。
- 明智憲三郎『光秀からの遺言』河出書房新社、2018年。ISBN 9784309227436。
- 明智憲三郎『明智家の末裔たち』河出書房新社、2019年。ISBN 9784309227931。

## 評価
明智憲三郎は、著書『本能寺の変 四二七年目の真実』において、本能寺の変について家康黒幕説を主張していることで知られる。織田信長が明智光秀に徳川家康殺害を命じたものの、却って光秀と家康が協力して本能寺の変を起こしたというのであり、余人に先駆けて本能寺の変の謎をすべて解明できたと主張する。
この点について、小和田哲男（戦国史）は、明智憲三郎の主張である一族滅亡阻止説と信長による家康を討つ計画という「この二つの結論はありえない」と断じている。
藤本正行・鈴木眞哉は「家康が本能寺の変に関与したという説には、いずれも直接証拠がなく、状況証拠と憶測から割り出されたものばかりである。その内容も、至って脆弱で、なぜ家康が信長を殺さねばならなかったかという肝心の点については、納得のゆく説明がない。」としたうえで、「残念ながら、これらの点は明智氏の『四二七年目の真実』にもあてはまるようだ。」と明智説を批判している。このようなことから明智憲三郎の説は、学術的には、明らかに荒唐無稽な説であると考えられているため、その説を詳細に批判しているのは、藤本正行（日本軍事史）のような一部の研究者のみである。明智憲三郎のこの説を詳細に検討した呉座勇一（日本中世史）も、明智憲三郎の議論について、全体として「到底従えない」ものであると結論づけている。そもそも家康黒幕説は、古くは歴史小説家の八切止夫らが、家康の存在に着目しているため、明智憲三郎が主張する「新説」とは言い難い。信長が光秀に家康殺害を命じていたのではないかという議論も、すでに藤田達生（日本・中近世史）が明智憲三郎以前に検討している。
呉座によれば、明智憲三郎はたしかに史料や先行研究をある程度は調べており、『惟任退治記』の史料批判などの細かい部分では評価できる面はあるとするが、疑問点・矛盾点が数多くあり、明智憲三郎の説は「奇説」であると呉座は位置づけている。
1. 信長には家康を殺害する動機はない[15]。むしろ、他の戦国大名との戦いが続いている中で家康を排除するのはデメリットが大きいと考えられる[15]。明智憲三郎は、家康殺害計画の史料上の裏付けとして、『本城惣右衛門覚書』の「（本能寺の変直前に、光秀配下の兵卒が、信長ではなく）家康を襲うのだと勘違いした」という記述を挙げている[15]。しかし、主君の信長を除けば、京都にいる有力武将は家康のみである以上、兵士たちが家康を討つと思ったのは消去法による必然であり、この記述は、明智憲三郎の説の論拠にならない[15]。『本城惣右衛門覚書』を除けば、信長による家康殺害計画は、何ら史料的な根拠のない空論である[15]。
2. 光秀が家康を協力者にすることは不可能である[16]。信長の監視下にある安土において、光秀と家康が二人きりで話し合うことはリスクが大きく、非常に困難である[16]。その上、光秀が信長による家康殺害計画を伝えたとして、家康が信じるとは考えがたい。そもそも謀反の計画を家康に伝えるのは、漏洩の危険があまりに大きい[16]。
3. 光秀が家康を協力者にするメリットは乏しい[17]。なぜなら、家康を協力者とせずとも、武田家の旧臣や上杉氏、後北条氏といった敵がいる以上、東国織田軍や徳川軍は光秀を攻撃する余裕はないからである[17]。

明智憲三郎は自身の調査を従来の歴史研究よりも遥かに洗練された手法によるものだと位置づけ、それを「歴史捜査」と名付けている。呉座勇一は、明智憲三郎は本能寺の変が「完全犯罪」であると信じるあまり、その「歴史捜査」は「推理小説家のトリック作り」のような不自然なものに陥っていると評している。
他方で、加藤弘一(文芸評論家)は、明智憲三郎の議論を、本能寺の変についての「最も説得力のある陰謀説」の一つであると述べる。そして、明智光秀が細川藤孝の家臣であったとする説や、家康と光秀に協力関係があったとする説などについて、その面白さを高く評価している。

## 出演歴
テレビ
- 「BS歴史館」「織田信長・本能寺の変の謎～常識を揺さぶるミステリー～」(NHK BSプレミアム、2011年10月26日)
- 「ゴロウ・デラックス」(TBS、2014年8月29日)
- 「片岡愛之助の解明!歴史捜査」（BS日テレ、2015年4月9日）
- 「カツヤマサヒコSHOW」（サンテレビ、2016年10月1日）
- ご対面バラエティー 7時にあいましょう（TBS、2016年11月21日）
- 「諸説あり！」（BS-TBS、2017年8月26日）

ラジオ
- 「安住紳一郎の日曜天国」（TBSラジオ、2010年5月16日）
- 「テリー伊藤のフライデースクープ そこまで言うか!」（ニッポン放送、2014年1月31日）
- 「爆笑問題の日曜サンデー」（TBSラジオ、2015年06月14日）